# Обыкновенный угольщик
Обыкновенный угольщик, или угольщик (Aphanopus carbo) — вид морских лучепёрых рыб семейства волосохвостовых.

## Описание

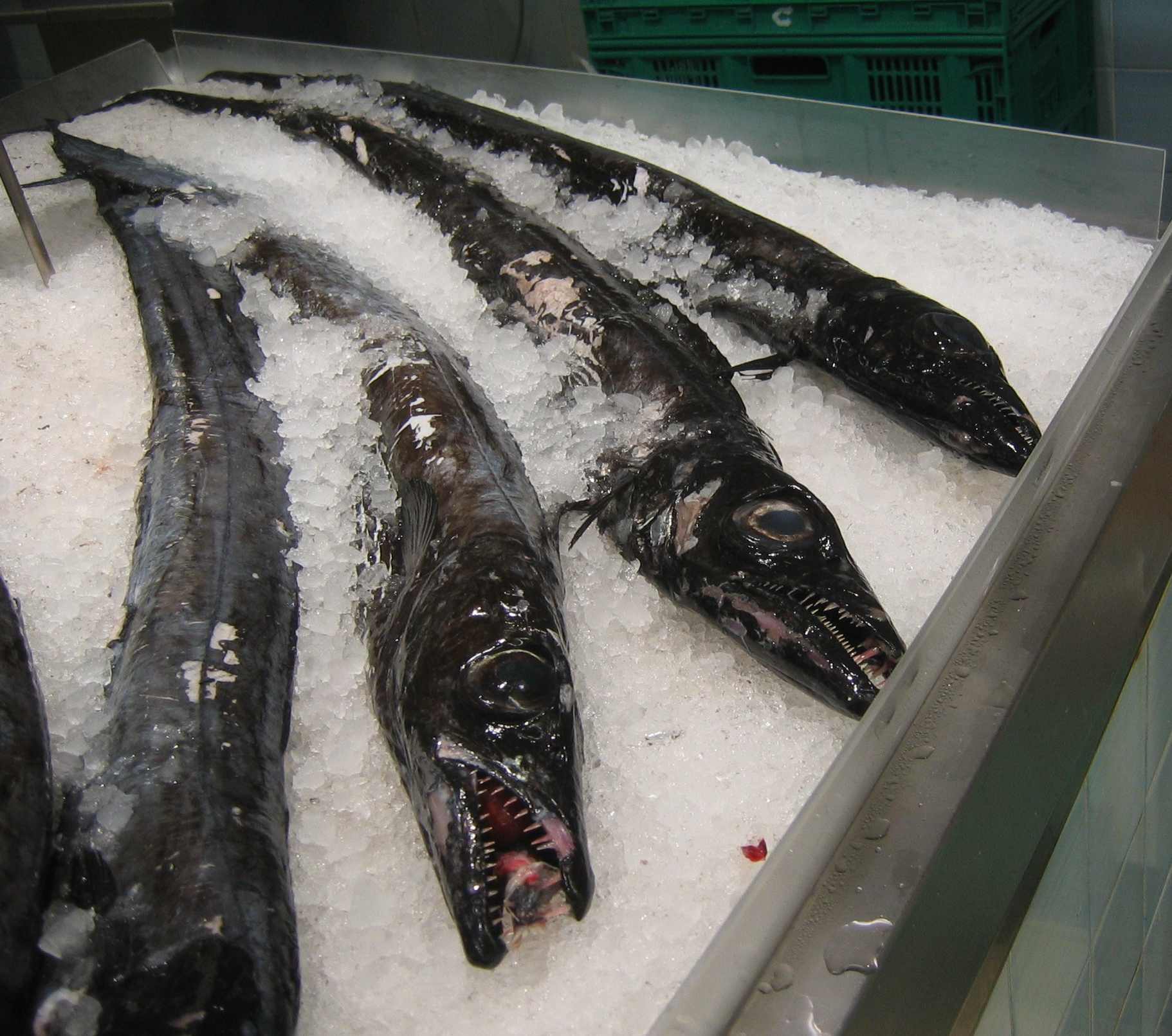

Максимальная длина тела 151 см. Тело длинное, стройное, с небольшим, но хорошо развитым хвостовым плавником. В спинном плавнике 38—40 тонких колючих и 53-56 мягких лучей; колючая и мягкая части разделены небольшой выемкой. Анальный плавник развитый, впереди него имеется луч в форме кинжала. У взрослых брюшной плавник отсутствует. У живых рыб тело тёмное с тусклым медным отливом на боках. Мертвые рыбы приобретают угольно-чёрный цвет, кожа облезает, обнажая мясо белого цвета.

## Ареал
Распространён в Северо-Восточной Атлантике. У Южного побережья Европы встречается в толще воды на глубинах от 180 до 640 м. В северных районах отмечен на глубинах 300—900 м.

## Биология
Глубоководный вид. Обитают на глубине от 200 до 2300 м. Ночью рыбы поднимаются к поверхности. Питаются мелкими рыбами, креветками и кальмарами.

## Хозяйственное значение

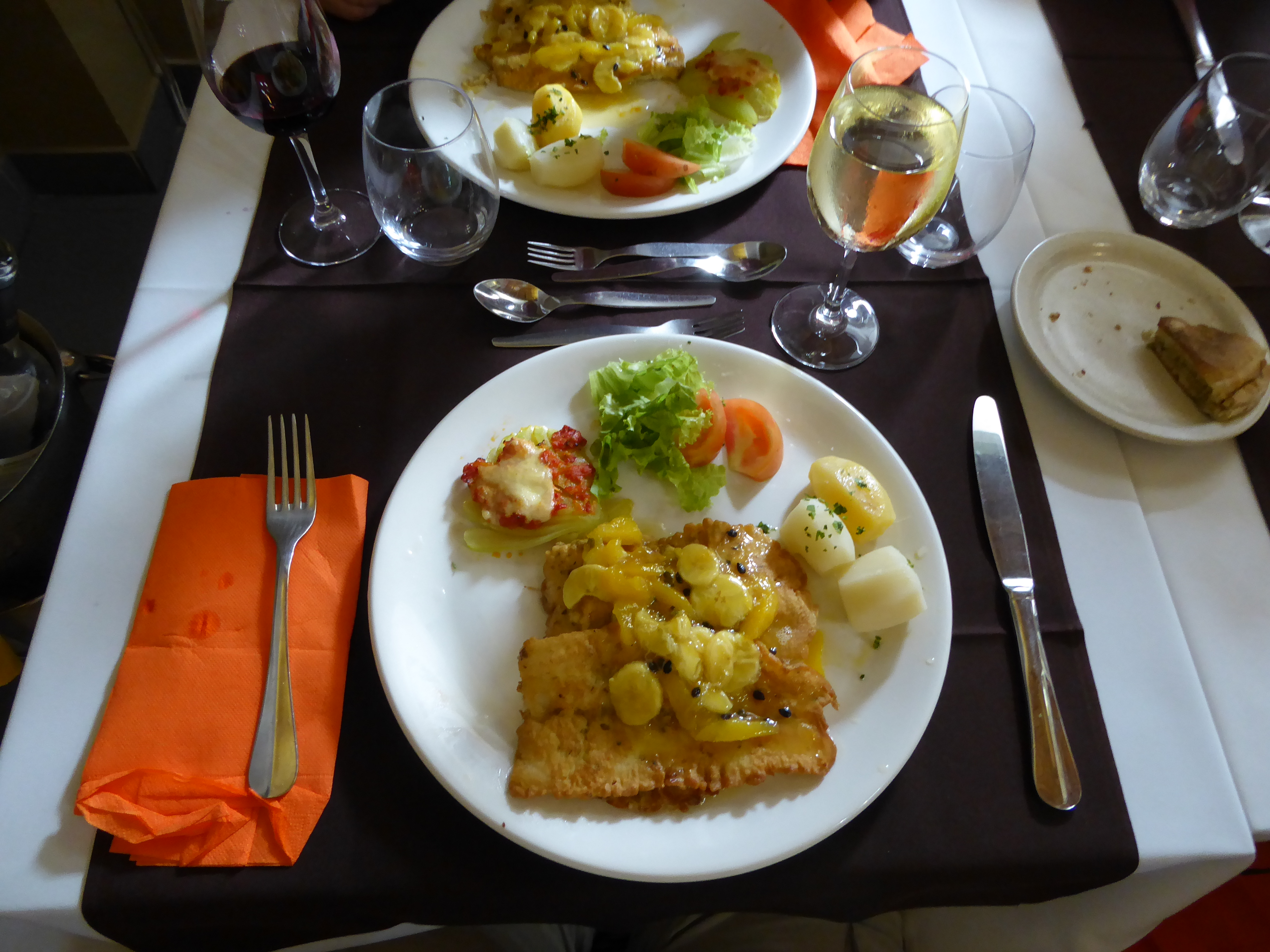
Блюдо из угольщика. Мадейра

У Мадейры и берегов Португалии — ценная промысловая рыба, которая ловится на глубоководные ярусы. Попадается иногда и западнее Британских островов.